# 丹·雷诺兹
丹尼尔·库尔特·雷诺兹（英語：Daniel Coulter Reynolds，1987年7月14日—），美国音乐家、詞曲作家和音樂製作人，為梦想之龙乐队的主唱。雷诺兹除了作为谜幻乐队的主唱之外，还发行过与阿加·沃克曼 （尼科维加乐队）合作的题为《埃及》的迷你专辑。同时，雷诺兹还于2014年获得第45届创作人名人堂奖哈尔·大卫星光大奖。

## 早年生活
丹·雷诺兹1987年7月14日出生于美国内华达州拉斯维加斯，有八个兄弟姐妹，他排行第七。丹的母亲克里斯汀·M（原姓卡利斯特）是一位律师，父亲罗纳德·雷诺兹是一位作家， 两者都是内华达州本地人，而丹·雷诺兹这一辈为其家族的第4代。
雷诺兹在2005年获得了童子军中的鹰军奖章，他也是耶穌基督後期聖徒教會的成员。19岁时，他志愿前往内布拉斯加州的一所教会做了两年的全职传教士 。后来，他写了一首名为《賭上人生》(I Bet My Life)的歌曲，用于回忆和反思他在青少年时期与他的父母的关系。

## 事业

### 迷幻乐团（2008–现今）
雷诺兹最初不愿成为一名職业音乐家的部分原因是因为他的乐队伙伴韦恩·瑟蒙告诉他「不要因为你想要做音乐而做音乐，除非你只能做音乐而做音乐」 。雷诺兹进入美国杨百翰大学就讀后，他发现自己沒有其它興趣，便全面致力于職业音乐生涯。
在犹他州，雷诺兹認識并招募了韦恩·瑟蒙和鼓手安德鲁·托尔曼建立了谜幻乐队。谜幻乐队在杨百翰大学举办的“乐队之爭”比赛（Battle of the Bands）和当地举办的其他比赛中获得了冠军。后贝斯手本·麦基鼓手丹尼尔·普拉兹曼在拉斯维加斯加入乐队，韦恩·瑟蒙也邀请了他在伯克利音乐学院的朋友加入乐队，由此形成了谜幻乐队。
乐队搬迁到拉斯维加斯后，每天晚上都要进行的表演、磨练手艺被乐队成员们当作一种休息的行为。在那里，他们取得了第一次重大突破：Train乐队的主唱帕特·莫纳汉在2010拉斯维加斯节前生病，继而谜幻乐队获得了这个演出机会。谜幻乐队填補了Train乐队的空缺，在26000名觀眾前表演。2011年11月，谜幻乐队与Interscope唱片公司签约，并开始与格莱美获奖制作人Alex da Kid一起合作。

### 迷你专辑《埃及》
雷诺兹在一次受邀替尼科维加乐队演出開幕時段，结识了该乐队的主唱阿加·沃克曼。2010年，雷诺兹邀请阿加·沃克曼帮助他完成一些他需要完成的演示工作 。于是两人开始了一个他们命名为《埃及》的合作过程。他们记录、制作且发行了这个迷你专辑 。他们甚至还在拉斯维加斯的一个酒店表演了這专辑。

## 个人生活
2011年，雷诺兹与阿加·沃克曼结婚。他们有三个女儿和一个儿子，名叫阿羅（Arrow），CoCo， Gia和儿子Valentine。
雷诺兹患有强直性脊柱炎，这是一种慢性的迁延性疾病，主要影响脊柱关节，亦可影响其他关节。

## 參演作品
| 参与的电视剧 | 参与的电视剧  | 参与的电视剧   |
| 年           | 名称          | 角色           |
| ------------ | ------------- | -------------- |
| 2015         | Radness的历史 | 老杰克（旁白） |

## 荣誉

### 外国勋章奖章
- 三等功绩勋章（乌克兰，2022年8月23日公布[18]）

### 创作人名人堂奖
- 哈尔·大卫星光大奖（2014）[2]

## 慈善捐助
自2013年，谜幻乐队捐助泰勒·罗宾逊基金会，以帮助年轻人与對抗癌症。
谜幻乐队也與做正确的事：停止暴力全國运动、国际特赦组织「把人权带回家」和Crackle公司的Playing It Forward影片（第一季第二集）合作。  
在2015年，谜幻乐队发發單曲“我是我”，其所有收益全部捐给One4项目，以帮助逃亡的难民，特别是在中东地区的逃亡难民。

## 外部連結
- imaginedragonsmusic.com